# 安東洙
安東洙（アン・ドンス、朝鮮語: 안동수, ロシア語: Ан Дон Су, 1920年8月6日 - 1950年7月6日）は、ソビエト連邦出身の朝鮮民主主義人民共和国の軍人。ロシア名はヴラジーミル・スチェパーノヴィチ・アン（ロシア語: Владимир Степанович Ан）。

## 略歴
1920年、沿海州に生まれたとも、若い頃、両親とともにソ連へ移住したともいう。1937年、ウズベクの集団農場へ追放された。タシュケント近郊のチルチク地区でトラクター運転手であった。1947年、短期間の軍事教育を受けた後に朝鮮半島へ派遣され、中央保安幹部学校の教官、人民軍新聞の主筆などを務める。
1950年、第105戦車旅団文化副旅団長として朝鮮戦争に参戦。312号戦車に乗車し、ソウルへ最初に突入した。同年7月、烏山の戦いで戦死。死後、朝鮮民主主義人民共和国英雄の称号を得る。
当時第105戦車師団政治軍官（上尉）だった呉基完は「もし安東洙政治文化副師団長が戦死していなかったら、柳京洙師団長が階級章を捨て私服を着たまま後退するようなことは決して起こらなかっただろう」と証言した。